# Blandainville
Blandainville település Franciaországban, Eure-et-Loir megyében. Lakosainak száma 282 fő (2022. január 1.). Blandainville Bailleau-le-Pin, Charonville és Sandarville községekkel határos.

## Népesség
A település népességének változása:
| Lakosok száma | 323  | 308  | 200  | 259  | 225  | 255  | 273  | 276  | 278  | 282  |
|               | 1968 | 1982 | 1990 | 2006 | 2013 | 2015 | 2017 | 2019 | 2020 | 2022 |